# Szigetszentmiklós
Szigetszentmiklós (Duits: Nigglau) is een plaats (város) en gemeente in het Hongaarse comitaat Pest. Szigetszentmiklós telt 29.177 inwoners (2007).
In 2016 is het aantal inwoners gestegen tot 36 330 inwoners. Hiermee is het een groeiende stad aan de rand van de agglomeratie van Boedapest.
De groei zette ook daarna door, op 1 januari 2023 heeft de stad 40.639 inwoners.